# Randy Mamola
Randy Mamola, né le 10 novembre 1959 à San José, Californie, est un pilote de vitesse moto américain.

## Biographie

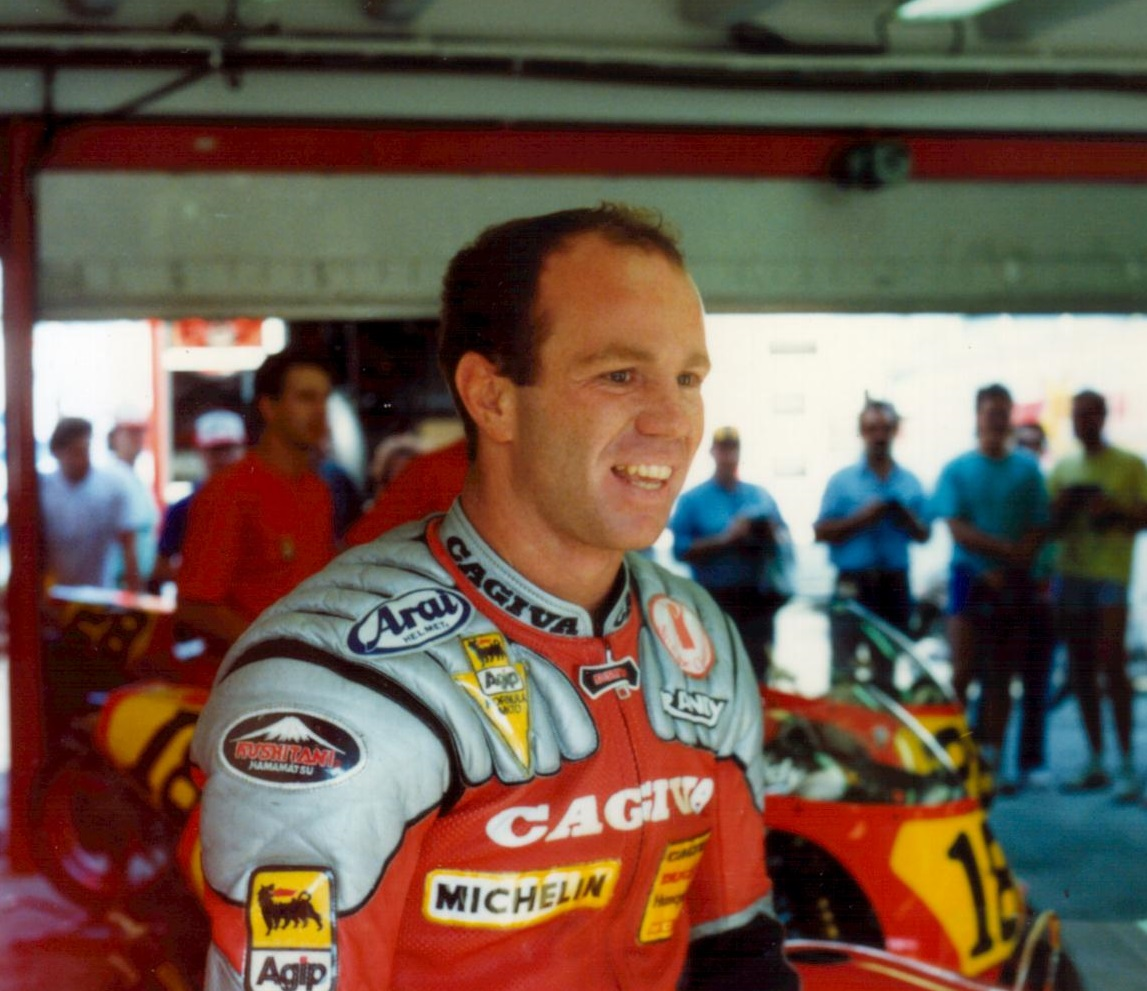
Durant les essais au GP de Hongrie 1990

Évoluant dans le monde des Grands Prix à une époque riche en talents, il termine quatre fois vice-champion du monde des 500 cm3 : en 1980 derrière Kenny Roberts, en 1981 derrière Marco Lucchinelli, en 1984 derrière Eddie Lawson et en 1987 derrière Wayne Gardner.
Mais il doit aussi sa renommée à un style de pilotage inimitable qui lui a souvent permis de se sortir de situations impossibles. L'une des images les plus fameuses de Randy est, à l'occasion du Grand Prix de Saint-Marin 1985, sa glissade à côté de sa moto, les mains sur le guidon, après avoir été désarçonné par celle-ci, la moto continuant sur sa lancée sur plusieurs dizaines de mètres avant que Randy Mamola ne remonte en selle.
Jusqu'en 2020, il anime le monde des Grands Prix en offrant des tours de circuit sur une moto Ducati GP biplace, emportant des passagers. Ces manifestations aident à financer une association, Riders for Health, ayant pour but d'améliorer l'aide médicale et sanitaire dans l'Afrique rurale grâce à la moto.
En 2000, son nom est ajouté au Motorcycle Hall of Fame de l'American Motorcyclist Association (AMA).
Mamola participa également à la BMW Boxer Cup comme ambassadeur. Une série limitée de la moto BMW R1100S modèle de la Boxer Cup portera sa signature.  Il disposera aussi d’une BMW Z8 rose fournie par BMW.

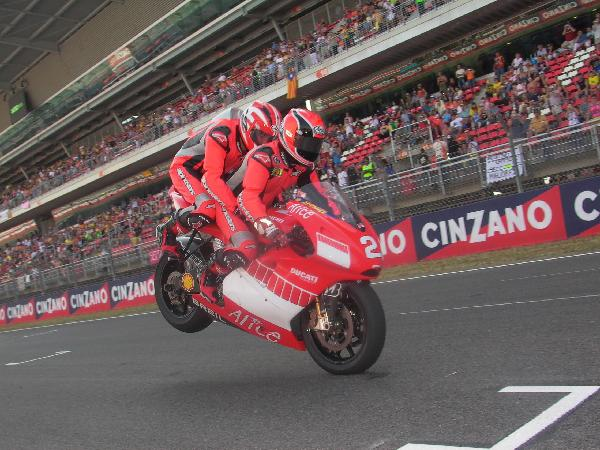
Randy Mamola sur Ducati biplace à Barcelone (2006).

## Palmarès
- Vice-champion du monde en 1980, 1981, 1984 et 1987
- 13 victoires en Grands Prix